# Косюк, Юрий Анатольевич
Юрий Анатольевич Косюк (укр. Юрій Анатолійович Косюк; род. 27 мая 1968 года, Червоное, Кировоградская область) — украинский предприниматель в аграрной отрасли, миллиардер, входит в топ-5 богачей страны по версии «Forbes». Владелец и председатель совета директоров группы компаний ПраТ МХП. Герой Украины (2008).

## Биография
Родился в селе Червоное Кировоградской области, однако практически все школьные годы провел в Катеринополе на Черкащине
В 1985 году поступил в Киевский институт пищевых технологий, однако в связи с призывом в армию окончил его лишь в 1992 году, получив квалификацию «Инженер по переработке мяса и молока».
Первые деньги заработал студентом в 1989 году как брокер, с 1991 года продолжил работу на Киевской товарной бирже. Вырученные средства вложил в первое собственное дело: цех по переработке мяса в Черкасской области. Юрий Косюк называет этот проект самым неудачным в своей карьере. Цех пришлось закрыть.

### Торговля
В 1992 году учредил СП ЛКБ (позже — компания «Рода»), которая специализировалась на продаже польской мебели на территории Украины и производстве кухонь.
В 1995 году основал ЗАО «Бизнес-центр пищевой промышленности», который возглавлял на посту президента до 1999 года. Компания занималась торговлей зерном, мукой и спиртом на внутреннем и экспортном рынках.
Поняв, что обогнать конкурентов с мировым именем в этой сфере не удастся, ушёл из торговли и занялся птицеводством.

«Я привык быть первым, а на этом рынке добиться первенства было нереально».
— из интервью Юрия Косюка журналу «Форбс»
В 1999 году побывал в турне по Европе, США и Бразилии, где перенял опыт производства куриного мяса.

«Я понял, что Украина не должна импортировать курятину, она должна её экспортировать».
— из интервью Юрия Косюка журналу «Форбс»

### МХП
В 1998 году основывает ЗАО (с 2006 года — ОАО) «Мироновский хлебопродукт» (МХП). Компания занимается выпуском охлажденного куриного мяса.
В 2001 году объявляет тендер по разработке бренда, которым в дальнейшем становится марка «Наша ряба». Узнаваемость бренда через три месяца достигла 30 % вместо прогнозируемых 15 %.
С 2003 года по всей Украине открываются фирменные магазины «Наша Ряба».
С 2002 года начинает сотрудничество со специалистами Международной финансовой корпорации, которые отстраивают по западному образцу управленческую и юридическую структуру МХП и приводят финансовую отчетность компании в соответствие с международными стандартами.
С 2004 по 2009 гг. осуществляет свой первый крупный инвестиционный проект — строительство Мироновской птицефабрики. Её запуск позволил МХП в четыре раза нарастить производство куриного мяса.
В 2006 году МХП выпустила еврооблигации на $250 млн.
В мае 2008 года холдинг выходит на Лондонскую фондовую биржу, разместив 20 % акций в виде депозитарных расписок и выручив за это почти $323 млн.
ПрАТ объединяет более двадцати предприятий, которые занимаются растениеводством, выращиванием родительского поголовья и цыплят-бройлеров, мясопереработкой и другой сельскохозяйственной деятельностью.
К МХП относятся бренды «Наша Ряба», «Бащинский», «Легко!» «LaStrava», «Skott Smeat», «РябChick», «Курица по-домашнему», «Ukrainian Chicken», «Qualiko», «Sultanah», «Assilah», «Куратор»; а также брендами франчайзинговых магазинов у дома «Мясомаркет» шаурменные «Döner Маркет».
После Революции достоинства, с 3 июля по 8 декабря 2014 года занимал должность Первого заместителя Главы Администрации президента Украины. После ухода с должностии, до 18 мая 2019 года являлся внештатным советником президента Украины.
В 2015 году его состояние оценивалось в $1,1 млрд, в 2017 году — $1,1 млрд.
1 ноября 2018 года были введены российские санкции против 322 граждан Украины, включая Юрия Косюка.
В 2020 году Косюк занял 1851-е место в мировом рейтинге миллиардеров Forbes, его состояние тогда оценивалось в $1,1 млрд. Украинская редакция журнала в июне 2020 года оценила состояние Косюка в такую же сумму, поставив его на шестое место в списке богатейших людей страны.
Forbes Украина подсчитал, что по итогам первых трех месяцев полномасштабной войны Юрий Косюк вошел в тройку топ-предпринимателей, пожертвовавших больше собственных средств на благотворительные цели во время войны.

## Семья
Женат, вместе с супругой Еленой воспитывают сына Ивана.

## Награды и звания
- Звание Герой Украины (с вручением ордена Державы, 20.08.2008 — за выдающиеся личные заслуги перед Украинским государством в развитии аграрной отрасли, внедрение современных высокоэффективных технологий в производство и переработку сельскохозяйственной продукции).